# Marta Wieliczko
Marta Wieliczko, née le 1er octobre 1994, est une rameuse polonaise.

## Palmarès

### Jeux olympiques
- 2021 à Tokyo,  Japon
  -  Médaille d'argent en quatre de couple

### Championnats du monde
- 2019 à Ottensheim (Autriche)
  -  Médaille d'argent en quatre de couple
- 2018 à Plovdiv (Bulgarie)
  -  Médaille d'or en quatre de couple
- 2017 à Sarasota (États-Unis)
  -  Médaille d'argent en quatre de couple

### Championnats d'Europe
- 2018 à Glasgow, (Royaume-Uni)
  -  Médaille d'or en quatre de couple